# 皇后之死

人民文学出版社版封面

《皇后之死》是台灣作家柏楊著作的歷史叢書，包括《姑蘇響鞋》、《溫柔鄉》與《長髮披面》三本。柏楊原本於1979年6月起開始在《台灣時報》的「湖濱讀史札記」專欄連載這一系列歷史相關著作，主要記述由上古至東漢結束共三十九位死於非命后妃的故事。
柏楊認為皇后是世界上最危險的職業，一旦皇后失勢，自己身死不說，甚至禍連全家。他並且由這些后妃的一生，也解讀出當時的政治權力關係，更打破了一般人對以往認知中神聖君主的刻板印象。而在這一系列裡所記載的后妃，無論是何種死法，都很肯定的是權力爭鬥下的犧牲者。